# 何鮤
何鮤（1500年—？），字子時，號悔斋，廣東廣州府順德縣黃連人，軍籍，明朝政治人物。

## 生平
嘉靖元年（1522年）壬午科廣東鄉試第五名舉人，嘉靖八年（1529年）中式己丑科會試第五名，二甲第八名進士。任兵部主事。

## 家族
曾祖何永安；祖父何昌，宣平縣知縣；父何一逵，贈監察御史。前母陳氏（贈孺人）、前母區氏；母趙氏（贈孺人）。從兄何宏，兄何鰲、何鰍，弟何魴、何鮪。